# Salinas (Minas Gerais)
Salinas é um município brasileiro do estado de Minas Gerais. Está localizado na mesorregião do Norte de Minas e Microrregião de Salinas e compõe, com outros municípios da região, o Alto Rio Pardo. De acordo com o censo realizado em 2022 sua população era de 40 178 habitantes. 
O município é conhecido pela qualidade do requeijão e da carne de sol, pelas tradições, pelo folclore e pela produção agropecuária. Mas nada lhe dá mais notoriedade do que as suas famosas cachaças. Outras atrações da cidade são as Festas Juninas, a Corrida e Caminhada de Salinas, realizada em 26 de junho, o Festival Mundial da Cachaça, as jazidas minerais e o artesanato.

## História
O desbravamento da região de Salinas se deu inicialmente através do Caminho da Bahia. Com a descoberta do sal, produto escasso e muito valioso na época, expandiu-se a criação de gado e começaram a surgir as primeiras casas na região, por volta de 1711, tornando-se um povoado da Comarca do Serro Frio em 1720.
Entretanto, o primeiro grande esforço para o desbravamento do local principiou em 13 de junho de 1554, quando o Francisco Bruza Espinosa partiu de Porto Seguro, Bahia e percorreu toda a região do Norte de Minas, chegando até o Jequitinhonha, Rio Pardo, Serra das Almas, Itacambira etc.
Um século depois, em 1663 o terceiro Conde da Ponte, por concessão de sesmaria, compras, iniciou a ocupação desta região. Por volta de 1698, o bandeirante Antônio Luís dos Passos estabelecia uma fazenda de criação de gado às margens do Rio Pardo, e daí percorreu toda essa região, a procura de riquezas. Numa dessas incursões chegou às margens do Rio Salinas, que corta a atual sede do município e encontrou ricas jazidas de sal-gema, produto precioso por ser oficial naqueles ermos.
A partir daí, consolidou-se como centro produtor de sal-gema. A Capela de Santo Antônio de Salinas transformou-se em distrito de Rio Pardo de Minas em 1833. O município foi criado em 1880, pela Lei Provincial nº. 2.275, assinada pelo presidente da Província de Minas Gerais, Joaquim José de Sant'Anna.
Em 19 de janeiro de 1883 é instalada a 1ª. Câmara de Vereadores, quando efetiva-se a emancipação político-administrativa do município. O vereador Antônio dos Anjos da Silva Sobrinho marcou seu nome na história de Salinas, pois foi um dos sete primeiros vereadores eleitos que tomaram posse na vila de Rio Pardo. Foi escolhido presidente da Câmara de Vereadores e, em consequência, também escolhido agente executivo (cargo equivalente a prefeito). Até 1932, na primeira metade do século XX, os municípios no Brasil eram administrados pelo presidente da Câmara de Vereadores com o apoio de uma junta de conselheiros.O fato confere a Antônio dos Anjos da Silva Sobrinho como o primeiro presidente da Câmara de Vereadores e o primeiro prefeito (agente executivo) da história de Salinas constituindo-se no primeiro mandatário político local.
Eis o teor da ata de instalação da 1ª. Câmara Municipal de Santo Antônio de Salinas:
“Termo de juramento e posse aos sete vereadores da Câmara Municipal da Vila de Santo Antônio de Salinas. Aos dezenove dias do mês de janeiro de 1883, às quatro horas da tarde, sob a presidência do Vereador da Câmara de Rio Pardo de Minas, Conrado Gomes Caldeira, compareceram os senhores Cap. Carlos Dias Torres, Tte. Donério Ferreira de Araújo, Luiz Ferreira Monteiro, Antônio dos Anjos Silva Sobrinho, Avelino Ferreira de Almeida, Honofre Valente Franco e Mudesto José da Silva, vereadores eleitos para o futuro quadriênio de 1883 a 1886, como fez certo pelo seus respectivos diplomas, e prestarão sobre o Livro dos Santos Evangelhos, o juramento com as formalidades legais, prometendo cumprir com bôa e sã consciência os deveres do cargo de vereadores, do qual tomarão posse. E de como assim dicerão, para constar lavrei este ermo. Eu, José Cândido Moreira e Souza, secretário interino desta Câmara que este fiz e subscrevi.”
Em 4 de outubro de 1887, a vila de Santo Antônio de Salinas é elevada a categoria de cidade.
Em 16 de junho de 1892 era instalada a Comarca de Santo Antônio de Salinas, sendo o primeiro juiz de Direito Francisco de Assis Freitas e o primeiro promotor de justiça o tenente-coronel Rebeldino Pinto Coelho .
Em 7 de setembro de 1923, é mudada a denominação de Santo Antônio de Salinas para "Salinas".
Ao longo de sua história, Salinas forjou vários líderes políticos. Um deles foi o famoso e temido Coronel Idalino Ribeiro. Filho de João Ribeiro Nepomuceno e Benvinda Benedita Ferreira Costa (depois Ribeiro), nasceu em Salinas no dia 3 de maio de 1879. A sua família é uma das pioneiras de Salinas com raízes em Araçuaí e Virgem da Lapa. Em 11 de julho de 1904 se casou com Laudelina Chaves, filha única do rico fazendeiro e político José Chaves. Da união teve quatro filhos: Odete Chaves Ribeiro, José Chaves Ribeiro, Osmane Ribeiro e Severina Chaves Ribeiro.
Ainda jovem, foi nomeado fiscal de impostos de consumo do Estado com salário de 120$000 réis e mais 5% da renda, tendo por campo de fiscalização os municípios de Salinas, Grão Mogol, Araçuaí, Pedra Azul, Jequitinhonha, até o Salto da Divisa. Ganhou, ainda, patente para negociar fumo. Em sua vida firmou-se como pessoa influente, comerciante e político.
Foi chefe político em Salinas por mais de quarenta anos. De 1918 a 1930 foi Agente Executivo (cargo equivalente a prefeito) que era ocupado pelo presidente da Câmara de Vereadores. De 1930 a 1959, impôs todos os prefeitos (nomeados ou eleitos) do município, quando seu candidato foi derrotado pelo sobrinho e emergente político emergente Geraldo Paulino Santana. A partir daí entrou em decadência política.
Em 1923, foi responsável pela construção e inauguração de ponte de madeira ligando o centro ao bairro São Geraldo. O construtor responsável foi o carpinteiro Viroti, de Jequitaí, que ganhava 15$000 por dia, muito dinheiro para a época.
Em 1928, com a chegada dos primeiros automóveis em Salinas, promoveu a construção da estrada de rodagem de Salinas a Brejo das Almas (atual Francisco Sá) ficando pronta em 1929. O governador Olegário Maciel Dias, de 1931 a 1933, refez a estrada, pagando o conto de réis por quilômetro com intuito de dar serviço para grande número de desempregados que estavam criando problemas para o Estado. O Coronel Idalino Ribeiro financiava a construção sendo reembolsado pelo Governo de Minas posteriormente.
Em 1933, como forma de de demonstração de poder e prestígio político, construiu palacete residencial especialmente para receber o governador Benedito Valadares, que veio participar da inauguração da reforma da estrada que liga Salinas a Brejo das Almas.
No período em que esteve no poder, todos em Salinas, diretamente ou indiretamente, eram influenciados pelo coronel Idalino Ribeiro. A sua palavra era derradeira e decisiva. Por respeito ou medo todos o reverenciavam. Existiam outros coronéis em Salinas em sua época como Bernadino Costa, Procópio Cardoso, Moysés Ladeia. Entretanto, coronel Idalino Ribeiro estava acima de todos.
Faleceu em Belo Horizonte no dia 28 de outubro de 1973, aos noventa e quatro anos. Foi grande chefe político de direito e de fato no município de Salinas. Seguramente, Coronel Idalino Ribeiro figura no rol dos homens mais importantes da história de Salinas.

## Geografia

### Clima
O clima de Salinas se caracteriza pelo semiárido, com temperaturas elevadas e uma estação das chuvas compreendida entre outubro e março. Segundo dados do Instituto Nacional de Meteorologia (INMET), referentes a 1961 e a partir de 1975, a menor temperatura registrada em Salinas foi de 3,7 °C em 18 de junho de 1985, porém o recorde mínimo absoluto desde 1925 foi de 0 °C em 24 de junho de 1956. O recorde de maior temperatura é de 41,8 °C, registrado em 18 de novembro de 2023, durante uma onda de calor intensa. O maior acumulado de precipitação em 24 horas chegou a 162,4 milímetros (mm) em 16 de novembro de 2022. Outros acumulados iguais ou superiores a 100 mm foram: 136,8 mm em 28 de dezembro de 2021, 120,9 mm em 11 de novembro de 2006, 116 mm em 20 de dezembro de 1978, 108,6 mm em 17 de outubro de 1979, 107,1 mm em 12 de março de 2020, 104,8 mm em 5 de dezembro de 1983 e 101,7 mm em 24 de novembro de 2024.
| Dados climatológicos para Salinas (OMM: 83441)                                                                           | Dados climatológicos para Salinas (OMM: 83441) | Dados climatológicos para Salinas (OMM: 83441) | Dados climatológicos para Salinas (OMM: 83441) | Dados climatológicos para Salinas (OMM: 83441) | Dados climatológicos para Salinas (OMM: 83441) | Dados climatológicos para Salinas (OMM: 83441) | Dados climatológicos para Salinas (OMM: 83441) | Dados climatológicos para Salinas (OMM: 83441) | Dados climatológicos para Salinas (OMM: 83441) | Dados climatológicos para Salinas (OMM: 83441) | Dados climatológicos para Salinas (OMM: 83441) | Dados climatológicos para Salinas (OMM: 83441) | Dados climatológicos para Salinas (OMM: 83441) |
| Mês | Jan                                            | Fev                                            | Mar                                            | Abr                                            | Mai                                            | Jun                                            | Jul                                            | Ago                                            | Set                                            | Out                                            | Nov                                            | Dez                                            | Ano                                            |
| --- | ---------------------------------------------- | ---------------------------------------------- | ---------------------------------------------- | ---------------------------------------------- | ---------------------------------------------- | ---------------------------------------------- | ---------------------------------------------- | ---------------------------------------------- | ---------------------------------------------- | ---------------------------------------------- | ---------------------------------------------- | ---------------------------------------------- | ---------------------------------------------- |
| Temperatura máxima recorde (°C)                                                                                          | 38,9                                           | 40,7                                           | 39                                             | 38,3                                           | 37,5                                           | 36,3                                           | 35,9                                           | 39,8                                           | 40,9                                           | 41,3                                           | 41,8                                           | 39,4                                           | 41,8                                           |
| Temperatura máxima média (°C)                                                                                            | 31,8                                           | 32,5                                           | 31,9                                           | 31                                             | 29,6                                           | 28,5                                           | 28,4                                           | 29,8                                           | 31,9                                           | 32,9                                           | 31                                             | 31,2                                           | 30,9                                           |
| Temperatura média compensada (°C)                                                                                        | 25,3                                           | 25,5                                           | 25,3                                           | 24,4                                           | 22,5                                           | 21,2                                           | 21                                             | 22,3                                           | 24,6                                           | 26,1                                           | 25,1                                           | 25,1                                           | 24                                             |
| Temperatura mínima média (°C)                                                                                            | 20,3                                           | 20,3                                           | 20,5                                           | 19,6                                           | 17,2                                           | 15,2                                           | 14,7                                           | 15,4                                           | 17,9                                           | 20,2                                           | 20,6                                           | 20,5                                           | 18,5                                           |
| Temperatura mínima recorde (°C)                                                                                          | 11,9                                           | 13,2                                           | 12                                             | 11,4                                           | 6,4                                            | 3,7                                            | 4,9                                            | 4                                              | 8,6                                            | 10                                             | 10,3                                           | 10,2                                           | 3,7                                            |
| Precipitação (mm) | 112,2                                          | 92,6                                           | 120,9                                          | 43,2                                           | 16,3                                           | 3,9                                            | 4,7                                            | 2,7                                            | 12,2                                           | 62,1                                           | 176,8                                          | 175,8                                          | 823,4                                          |
| Dias com precipitação | 8                                              | 6                                              | 9                                              | 4                                              | 2                                              | 1                                              | 1                                              | 1                                              | 1                                              | 5                                              | 11                                             | 12                                             | 61                                             |
| Umidade relativa compensada (%)                                                                                          | 74,6                                           | 71,8                                           | 74,4                                           | 73,7                                           | 72,7                                           | 69,5                                           | 65,4                                           | 59,3                                           | 56,5                                           | 59,6                                           | 72,9                                           | 76,7                                           | 68,9                                           |
| Insolação (h) | 207,9                                          | 208,6                                          | 204,9                                          | 190,8                                          | 179,7                                          | 168,4                                          | 194,7                                          | 215,8                                          | 207,9                                          | 208,4                                          | 158,8                                          | 183,1                                          | 2 329                                          |
| Fonte: INMET (normal climatológica de 1991-2020; recordes de temperatura: 01/01/1961 a 31/12/1961 e 01/03/1975-presente) |                                                |                                                |                                                |                                                |                                                |                                                |                                                |                                                |                                                |                                                |                                                |                                                |                                                |

## Educação
Salinas tem se tornado um pólo de educação regional, apresentando vários cursos em diversas instituições de ensino superior, a saber:

### Graduação
- Instituto Federal de Educação, Ciência e Tecnologia do Norte de Minas - campus Salinas (IFNMG), foi criado em 29 de dezembro de 2008, pela Lei n. 11.892, mediante integração do Centro Federal de Educação Tecnológica de Januária e da Escola Agrotécnica Federal de Salinas, juntamente com as novas Unidades de Ensino Descentralizadas (UNEDs) de Almenara, Araçuaí, Arinos, Januária, Montes Claros e Pirapora, dentro do plano de expansão do Governo Federal.
- Universidade Estadual de Montes Claros - Campus Salinas (Unimontes);
- Universidade Federal de Ouro Preto - Polo UAB (UFOP);
- Universidade Federal de Juiz de Fora - Polo UAB (UFJF);
- Universidade Paulista (Unip);
- Universidade Norte do Paraná (Unopar);
- Fundação Universidade do Tocantins (Unitins).

## Religião
O município de Salinas é de maioria católica, havendo ainda várias representações de outras religões cristãs,tendo também uma forte comunidade evangélica onde se destacam principalmente os presbiterianos e os batistas, sendo que os primeiros mantém uma das mais importantes instituições de ensino da cidade o Colégio Presbiteriano de Salinas. Há também outras igrejas tais como: Congregação Cristã no Brasil, Adventista, Assembleia de Deus, Pentecostal e Igreja Episcopal Anglicana de Salinas.
A cidade tem como padroeiro Santo Antônio, sendo que dia 13 de junho, dia de Santo Antônio, é feriado municipal.

## Turismo
Atualmente, a cachaça é uma importante atividade econômica do município e, recentemente, também tem sido adotada como elemento de identificação para a estruturação turística. Foi instalado em 2012 o Museu da Cachaça, no antigo aeroporto da cidade,  formado por oito salas que incluem um acervo de garrafas e um moinho montados a partir de temas como sociedade do açúcar, engenhos antigos e atuais, plantação, colheita e moagem da cana e história da cachaça em Salinas.

## Capital Nacional da Cachaça
Pela Lei federal nº 13.773, de 19 de dezembro de 2018, conforme publicação no Diário Oficial da União em 20 de dezembro, foi conferido ao Município de Salinas, o título de Capital Nacional da Cachaça.

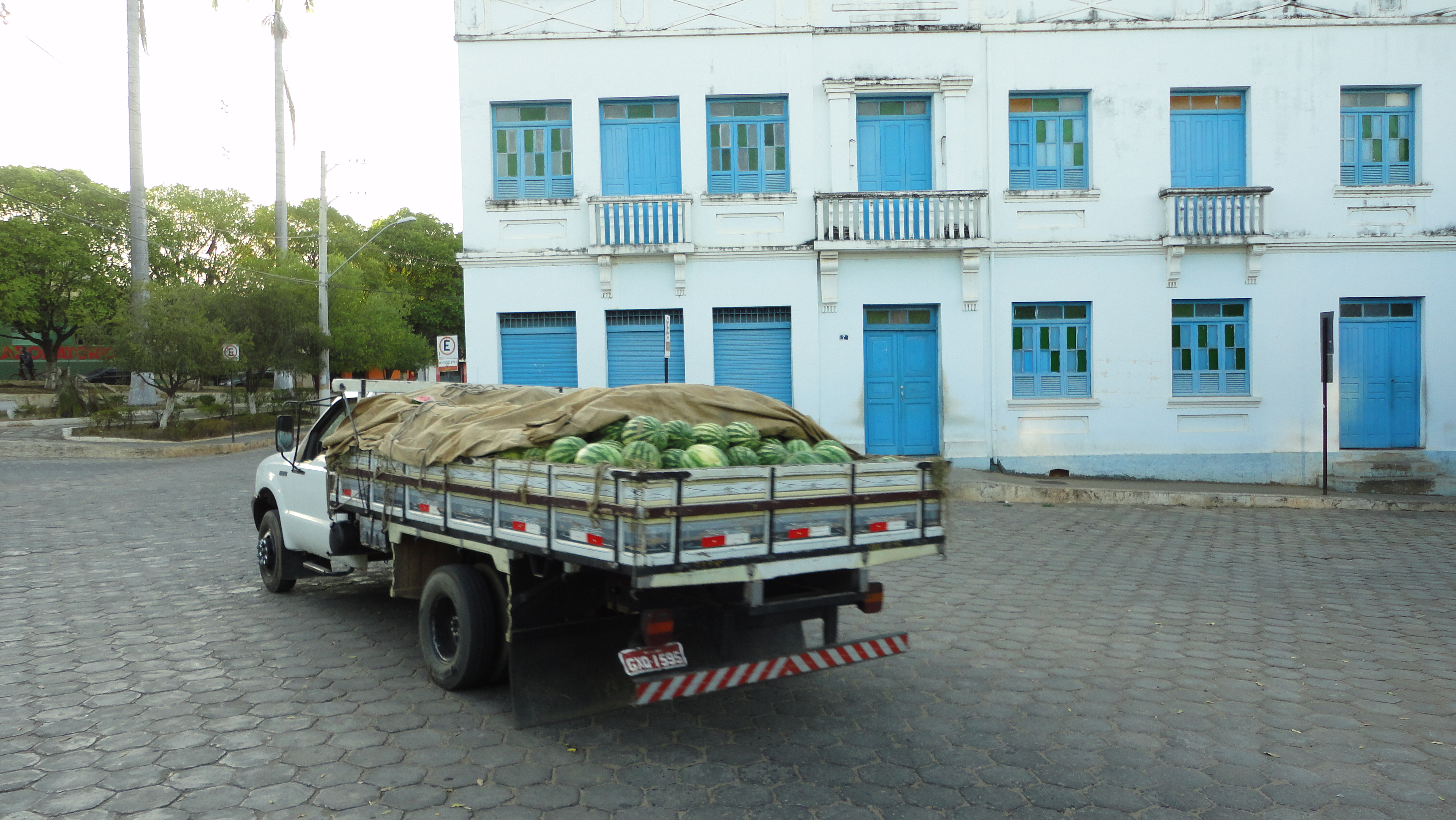
Vista parcial do prédio da prefeitura.
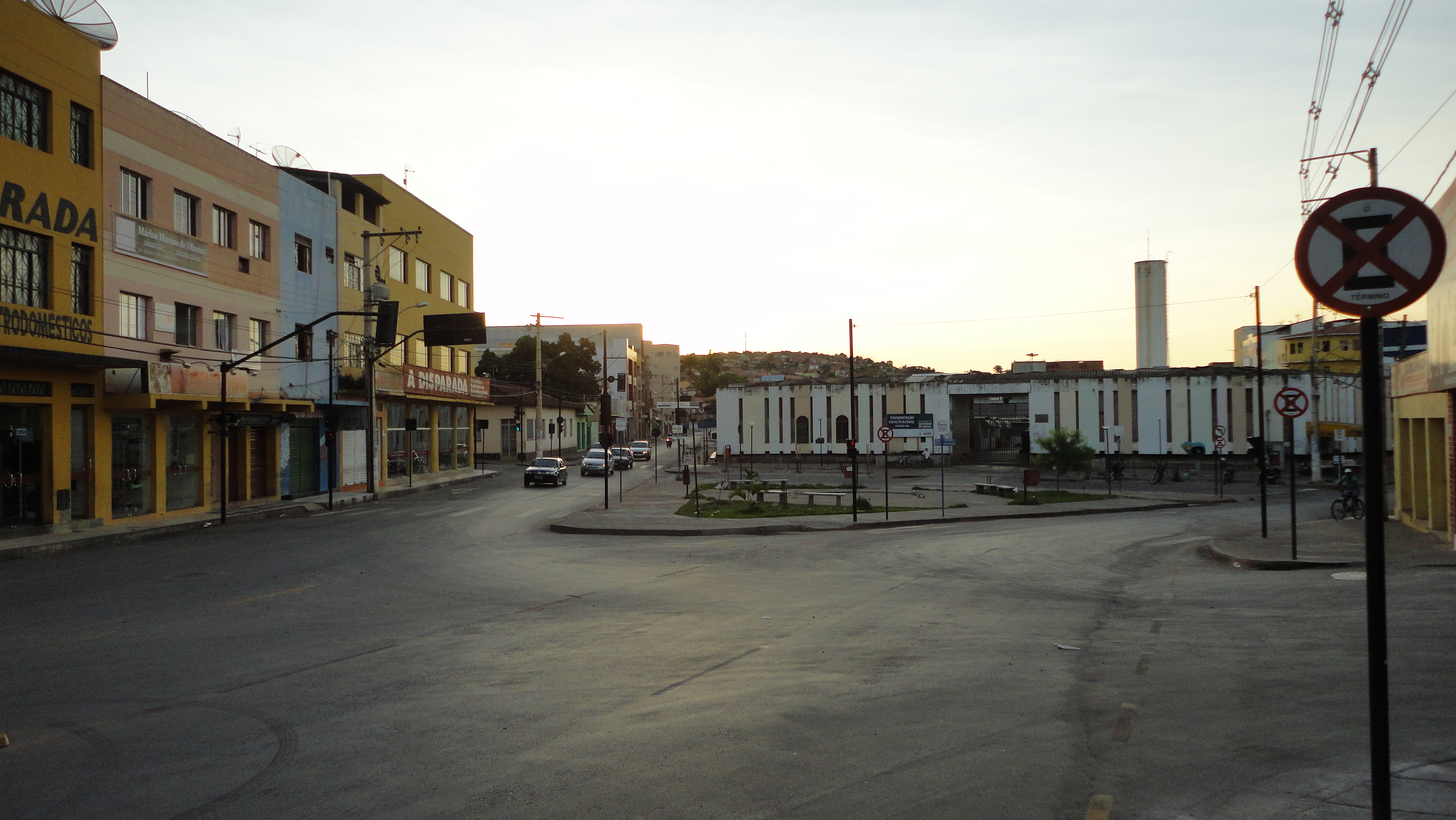
Salinas e Mercado
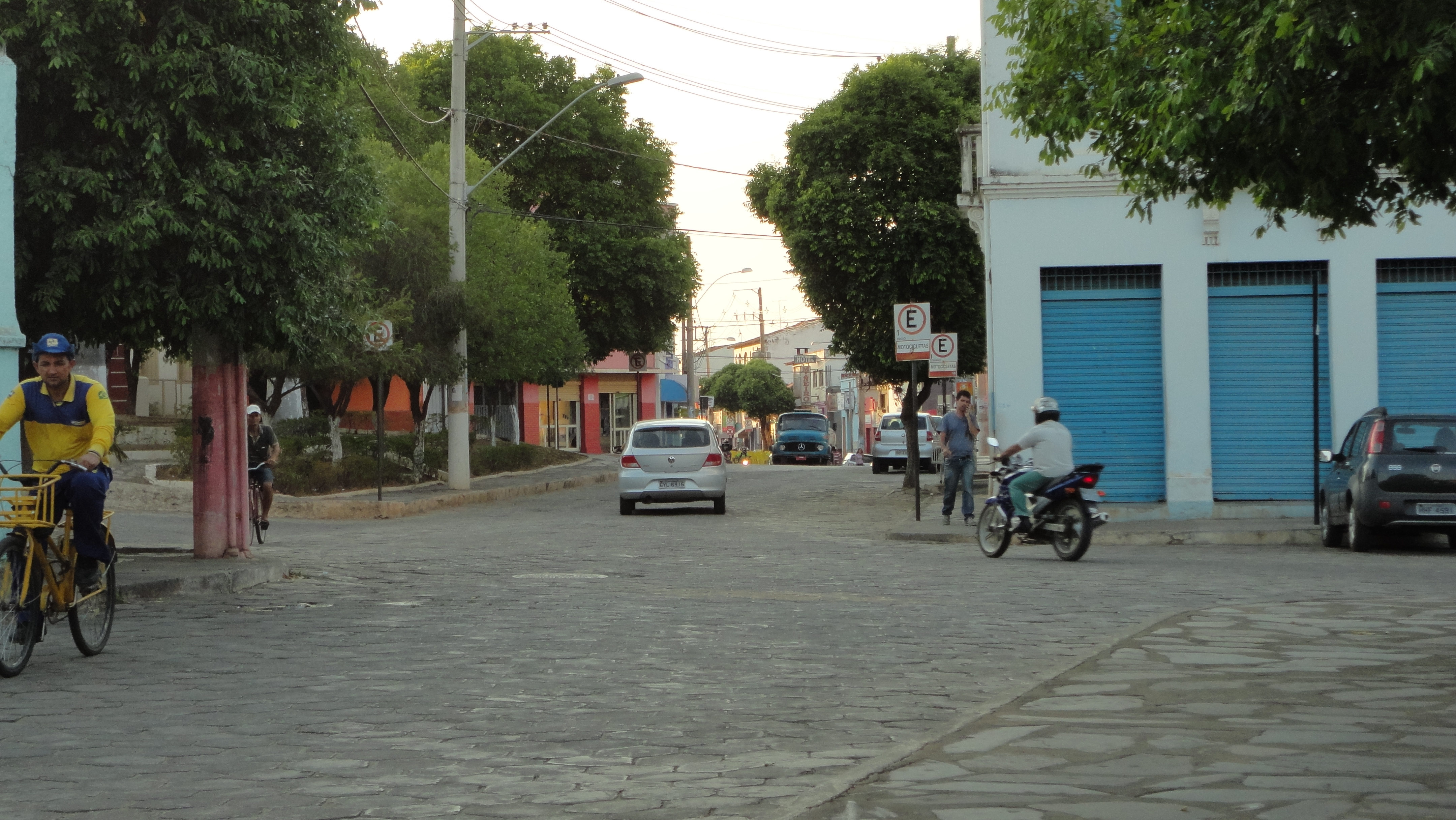
Rua no interior da cidade
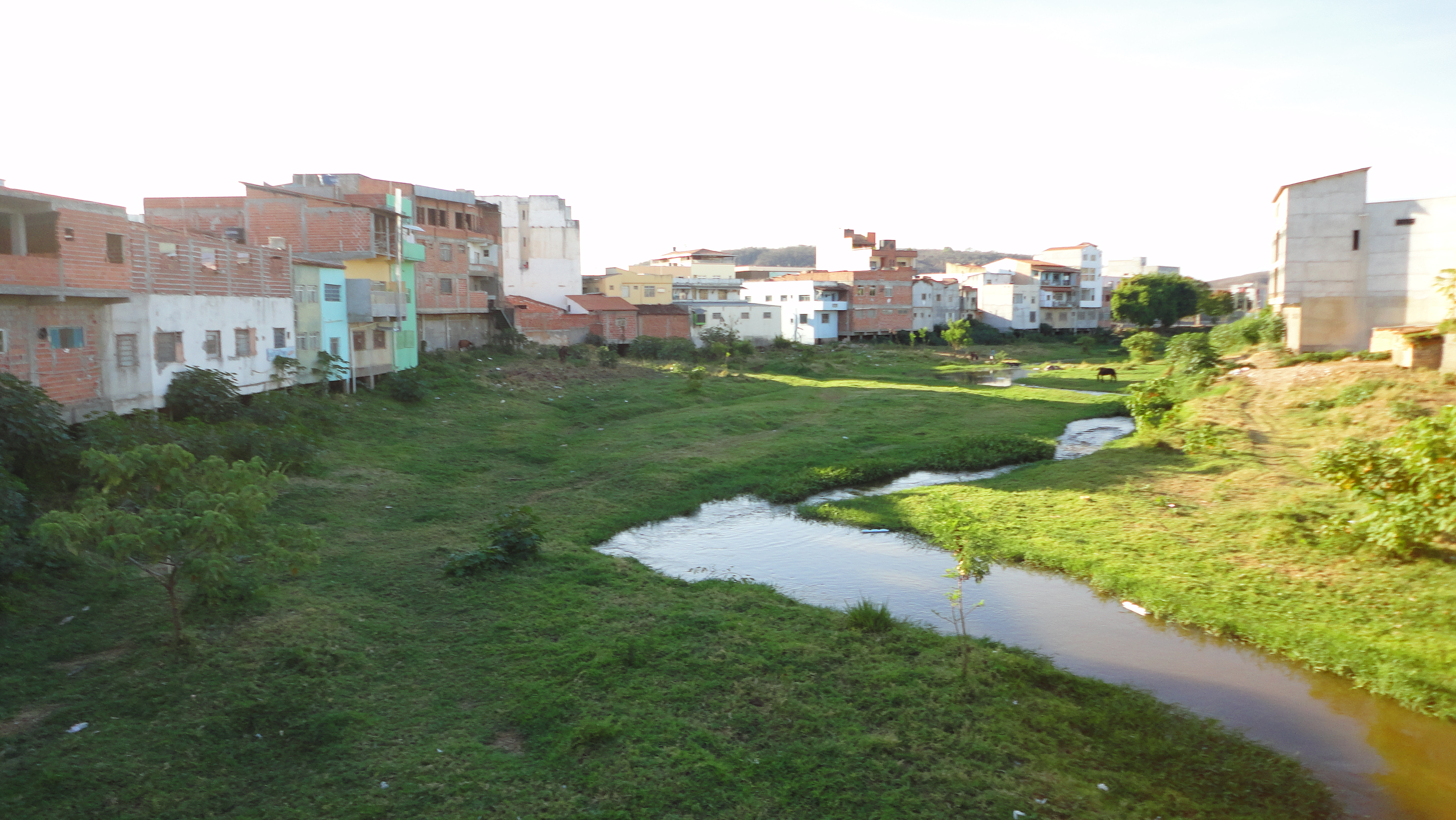
Rio Salinas